# 죽동역
죽동역(Jukdong station, 竹東驛)은 경상북도 경주시 외동읍 죽동리에 위치한 동해선의 역이었다.

## 역사
- 1965년 6월 11일 : 무배치 간이역으로 영업 개시[1]
- 1967년 8월 27일 : 역사 신축
- 1967년 9월 1일 : 을종승차권대매소로 지정
- 1990년 6월 1일 : 무배치 간이역으로 격하
- 2007년 6월 1일 : 여객 취급 중지
- 2013년 11월 7일 : 부산진 기점 94.6km로 변경[2]
- 2016년 4월 29일 : 부산진 기점 93.9km로 변경[3]
- 2021년 8월 26일 : 부산진 기점 93.0km 로 변경[4]
- 2021년 11월 17일 : 폐역 고시[5]
- 2021년 12월 28일 : 동해선 복선 전철화 구간이 완공되어 폐지